# Pseudactinia varia
Pseudactinia varia is een zeeanemonensoort uit de familie Actiniidae.
Pseudactinia varia is voor het eerst wetenschappelijk beschreven door Carlgren in 1938.